# Krampus (film, 2015)
Pour l’article homonyme, voir Krampus.
Pour plus de détails, voir Fiche technique et Distribution.
Krampus est un film de Noël comique et horrifique américaine coécrit, coproduit et réalisé par Michael Dougherty, sortie en 2015. Il s'agit d'une mise en scène de Krampus, une créature mythique anthropomorphe à cornes, qui accompagne saint Nicolas dans différentes régions du monde à l'époque de Noël.

## Synopsis
Lorsque la famille peu exemplaire du jeune Max se dispute à l'approche de Noël, ce dernier décide d'ignorer la célébration et s'enferme dans sa chambre ; à la suite de ces évènements, un visiteur passera bel et bien chez eux. Mais ce ne sera pas le père Noël…

## Fiche technique
Sauf indication contraire, les informations mentionnées dans cette section peuvent être confirmées par la base de données cinématographiques IMDb,  présente dans la section « Liens externes ».
- Titre original et français : Krampus
- Réalisation : Michael Dougherty
- Scénario : Todd Casey, Michael Dougherty et Zach Shields
- Musique : Douglas Pipes
- Direction artistique : Joe Bleakley, Alistair Kay et Seth Kelly
- Décors : Jules Cook
- Costumes : Bob Buck
- Photographie : Jules O'Loughlin
- Montage : John Axelrad
- Production : Michael Dougherty, Alex Garcia, Jon Jashni et Thomas Tull

Production déléguée : Zach Shields et Daniel M. Stillman
- Sociétés de production : Legendary Pictures et Zam Pictures
- Société de distribution : Universal Pictures
- Budget : 15 millionsde dollars[1]
- Pays d'origine :  États-Unis
- Langue originale : anglais
- Format : couleur - 2.35 : 1 - Dolby Digital
- Genre : Comédie horrifique et fantastique
- Durée : 98 minutes
- Dates de sortie :
  - États-Unis : 30 novembre 2015 (avant-première première à Hollywood) ; 4 décembre 2015 (sortie nationale)
  - Belgique : 16 septembre 2015
  - France : 4 mai 2016
- Classification[2] :
  -  États-Unis : Rated PG-13 for sequences of horror violence/terror, language and some drug material
  -  France : Avertissement : des scènes, des propos ou des images peuvent heurter la sensibilité des spectateurs lors de sa sortie en salles et déconseillé aux moins de 12 ans à la télévision
- N° de visa : 144201[3]
- Numéro CNC : 2016000989[3]

## Distribution
- Adam Scott (VFB : Maxime Donnay ; VQ : Jean-François Beaupré) : Tom
- Toni Collette (VFB : Colette Sodoyez ; VQ : Claudine Chatel) : Sarah
- David Koechner (VFB : Michel Hinderyckx ; VQ : Sylvain Hétu) : Howard
- Allison Tolman (VFB : Carole Baillien) : Linda
- Conchata Ferrell (VFB : Monique Schlusselberg ; VQ : Johanne Garneau) : Tante Dorothy
- Emjay Anthony (VFB : Tim Belasri) : Max
- Stefania Owen (VFB : Séverine Cayron) : Beth
- Krista Stadler (VFB : Nicole Shirer ; VQ : Élizabeth Chouvalidzé) : Omi
- Lolo Owen : Stevie
- Maverick Flack : Howie Jr.
- Queenie Samuel (VQ : Sofiane Laliberté) : Jordan
- Luke Hawker : Krampus
- Gideon Emery : Krampus (voix)

Version française
- Studio de doublage : Dubbing Brothers (Belgique)
- Direction artistique : Marie-Line Landerwyn
- Adaptation : Laurie Fields

Version québécoise
- Studio de doublage : Technicolor Services Thomson
- Direction artistique : Michèle Lituac
- Adaptation : Michèle Lituac

## Production

### Tournage
Le tournage a lieu aux Stone Street Studios en Nouvelle-Zélande, le 12 mars 2015 jusqu'en mai 2015.

### Musique
La musique du film est composée par Douglas Pipes, et sortie en double album par Waxwork Records en 2018.
Le morceau Have Yourself a Merry Little Christmas, issu de l'album A Christmas Album, de Bright Eyes, est joué à la fin du film.

## Accueil

### Critiques
Les critiques que le film a reçues sont à la fois mitigées et positives. Sur le site agrégateur de critiques Rotten Tomatoes, le film a reçu une note de 65%, basée sur 97 critiques, avec une moyenne de 5.9⁄10. Sur Metacritic, il a reçu une note de 49 sur 100, basée sur 21 critiques. Sur Allociné, il a reçu une note de 3⁄5 basée sur 7 critiques presse.
Cependant, dans l'édition du 18 janvier 2016 de Vanity Fair, Michael Dougherty (réalisateur) déclare « Krampus est un l'aboutissement personnel et professionnel ». Il ajoute ensuite « Krampus s'inscrit comme une référence du cinéma d'horreur et d'épouvante, au même titre que Shining, Conjuring : Les Dossiers Warren, et Le Cercle »[réf. nécessaire].

### Box-office
Le film n'a pas été un grand succès au box-office, mais il a quand même été rentable et a remboursé son budget de 15 millions de dollars, puisqu'il a cumulé 61 millions de dollars de recettes mondiales. En France, il n'a attiré que très peu de monde en salles, n'ayant fait au total que 2 764 entrées.
| Pays ou région    | Box-office    | Date d'arrêt du box-office | Nombre de semaines |
| ----------------- | ------------- | -------------------------- | ------------------ |
| États-Unis Canada | 42 725 475 $  | 21 janvier 2016            | 7                  |
| France            | 2 764 entrées | 10 mai 2016                | 1                  |
| Monde             | 61 548 707 $  | 10 mai 2016                | ?                  |